# Río Lempa
El Río Lempa, uno de los más importantes de la región centroamericana,desemboca en el Océano Pacífico. Nace en las montañas del Departamento de Chiquimula, en Guatemala. Con 422 km de longitud es uno de los ríos más largos de Centroamérica y el más largo de los que atraviesa El Salvador. Se trata de un río transfronterizo, pues su cuenca abarca tres países: Guatemala, Honduras y El Salvador.

## Nacimiento y desembocadura
Nace entre las montañas volcánicas de las mesetas centrales de la región, a una elevación aproximada de 1200-1500 m s. n. m. en el municipio de Esquipulas, Departamento de Chiquimula en Guatemala. Surge de la unión de los ríos Chacalapa, Tepoctún, La Planta y Olopita, y discurre 30 kilómetros por territorio guatemalteco, ingresando a continuación a Honduras (14°32′52″N 89°15′50″O / 14.547700, -89.264002), donde recorre el Departamento de Ocotepeque por 31,4 km. Cruza la frontera con El Salvador al noreste del Departamento de Chalatenango (14°22′19″N 89°12′45″O / 14.371857, -89.212439) y sigue su recorrido por 360,2 km, desembocando en la planicie costera del Océano Pacífico, entre los departamentos de San Vicente y Usulután.

## Geografía
La cuenca trinacional del río Lempa tiene un área total de 17.790 km², de los que 10.082 km² (56%) corresponden a El Salvador (prácticamente la mitad del territorio nacional), 5251 km² a Honduras, y 2457 km² a Guatemala. La elevación máxima de la cuenca es de 2805 m s. n. m. en las montañas de Honduras. La longitud del cauce principal es de 422 km, de los cuales 360,2 kmdiscurren por territorio salvadoreño. La profundidad del Río Lempa es entre 12 y 56 metros, según el tramo.

## Ecosistema de la cuenca
La cuenca transfronteriza del Río Lempa abarca territorios y humedales de reconocido valor ecosistémico.En primer lugar, incluye el territorio de la Biósfera Reserva del Trifinio, un área trinacional protegida por la Declaración Biósfera Reserva del Trifinio. Incluye además dos humedales fundamentales, ambos en territorio salvadoreño: el Complejo Güija y el Embalse Cerrón Grande.Ambos han sido declarados lugares Ramsar y están, por tanto, protegidos por la Convención Relativa a los humedales de Importancia Internacional o Convenio de Ramsar.La protección de esta cuenca es así de gran trascendencia para la región y especialmente para El Salvador.

## Utilidad económica
El río es utilizado para la pesca y el riego de cultivos. Sin embargo, su principal utilidad es la generación de energía eléctrica, cuya gestión está a cargo de la Comisión Ejecutiva del Río Lempa (CEL).

## Riesgo
En la estación lluviosa, el río crece e inunda las comunidades cercanas. Por otro lado, constituye un reservorio potencial para larvas de zancudos transmisores del dengue.

## Presas hidroeléctricas
En el río se han construido varias presas, cuatro de ellas en El Salvador: la presa Guajoyo, la presa de Cerrón Grande, la presa 5 de noviembre y la presa 15 de septiembre. Esta última se puede divisar desde la Carretera Panamericana. 

## Aves

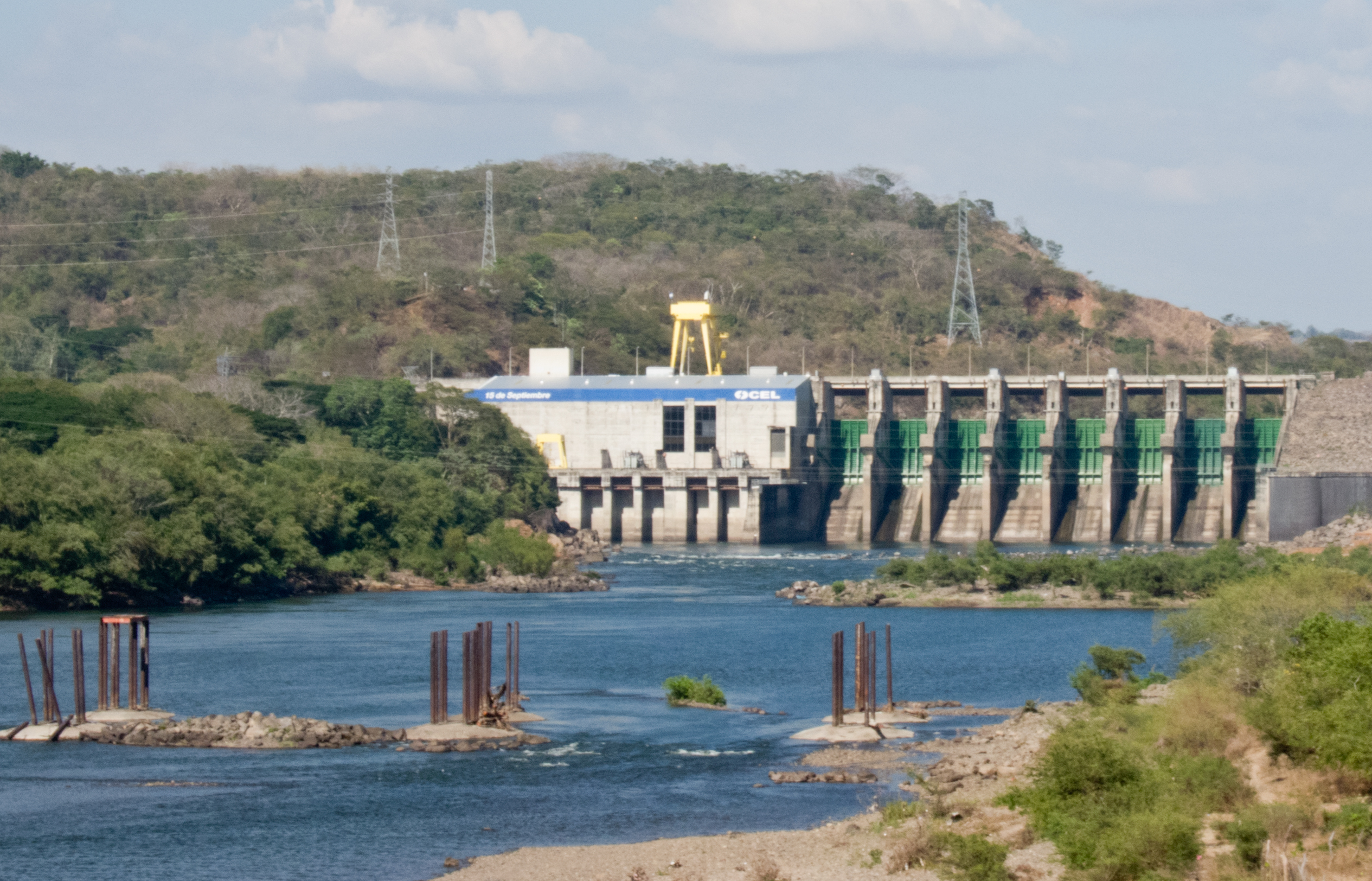
Presa 15 de septiembre en el río Lempa, El Salvador

Los embalses de las represas son lagos artificiales que modifican el entorno, transformando valles y cañones en parajes lacustres. Estos nuevos ambientes se han vuelto hábitat de diversas especies acuáticas y aves.
El embalse Cerrón Grande ha sido aceptado por diversas especies migratorias de aves como un santuario, seleccionando islas para anidar que antes no figuraban en sus recorridos a través del continente.
En este embalse es posible observar diversidad de aves migratorias y residentes como: el pato cuché (Phalacrocorax brasillianus), la garza nocturna (Nycticorax nictycorax), la garza blanca (Ardea alba), la urraca (Colocitta formosa), el garzón (Ardea herodias) y el pijuyo (Crotophaga sicirostris).

## Turismo

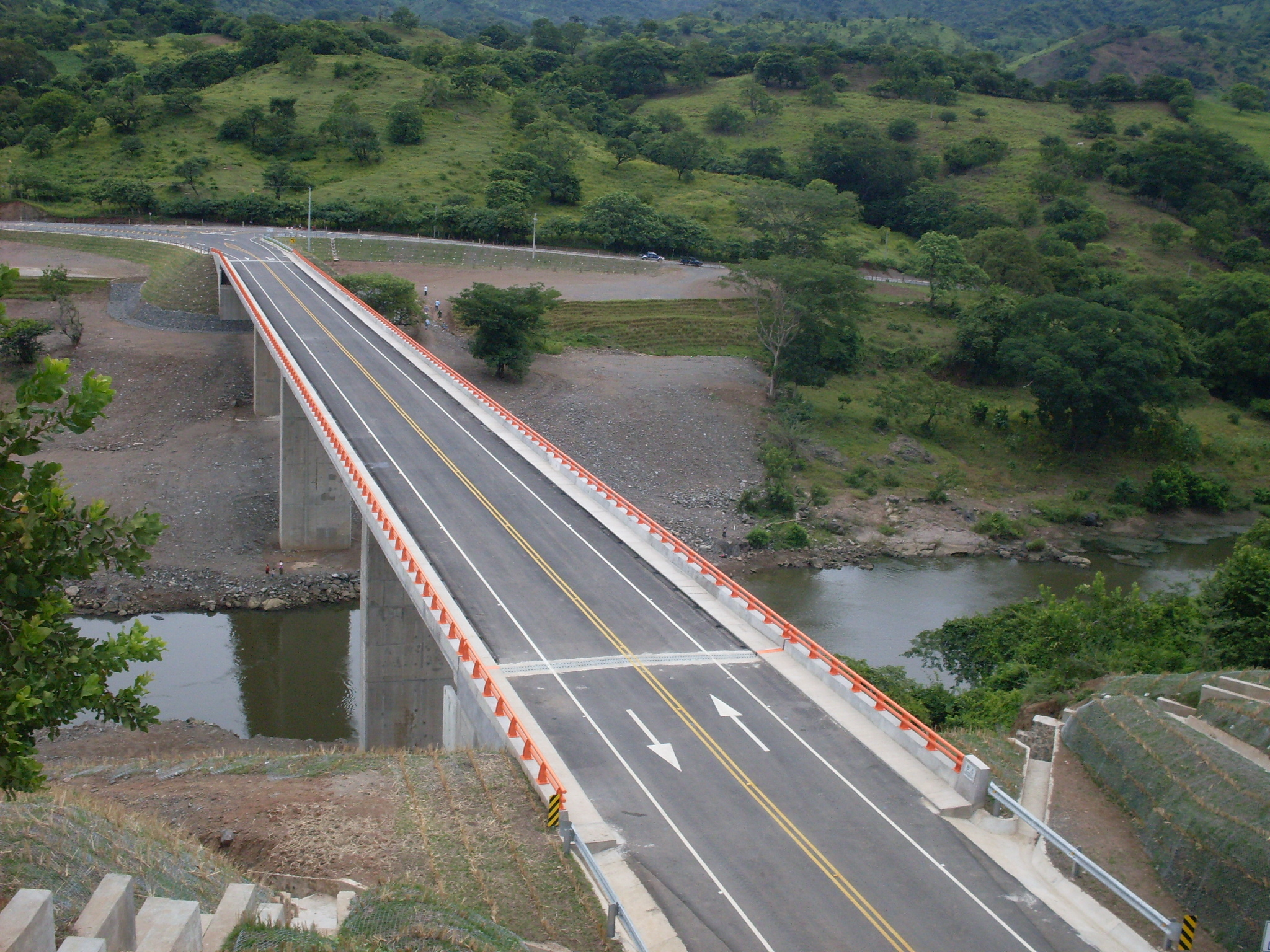
Vista del puente Nombre de Jesús sobre el río Lempa

Uno de los atributos de este río es su belleza, vegetación y su gran aporte al turismo nacional. Miles de turistas, en su mayoría nacionales, disfrutan de sus aguas. Por otro lado, su extensión y profundidad permiten la navegación con lanchas internacionales, las cuales muchos aprovechan para navegar. 

## Contaminación
Este río actualmente se encuentra contaminado por arsénico, un metal y elemento químico de la tabla periódica (AS). 